# قرية الفنون والحرف
قرية الفنون والحرف تأسست عام 1998 بجوار متنزه الكتيبة وسط مدينة غزة بتمويل من برنامج الأمم المتحدة الإنمائي (UNDP) وبتنفيذ المجلس الاقتصادي الفلسطيني للتنمية والإعمار "بكـدار"، وتعود ملكيتها لبلدية غزة. كانت مزاراً للأجانب والعرب الذين يزورون القطاع بسبب محتوياتها ومقتنياتها من الآثار.

## مبناها
صممت القرية بإيحاء من الفن الإسلامي التقليدي من الطين ومواد محلية.حيث شُيِّدت على شكل بيت تقليدي من الأقواس والقبب والسقف العالي والساحة الداخلية التي تتوسط البيت بمساحة 250 متر مربع، وقاعة ثقافية بمساحة 150 متر مربع مجهزة بأثاث يتناسب مع طبيعة القرية وتستخدم لتنظيم العديد من النشاطات والفعاليات، وتتكون من أربعة بيوت أساسية وهي:
- بيت البسط، ويعرض فيه الصواف مهارته على النول منتجاً أجمل البسط والحقائب والوسائد وأغطية السرير مستخدماً نولاً يدوياً وخيوطاً من صوف الغنم والماعز والإبل الملون يدوياً.
- بيت النحاس، يُعرض فيه الأعمال النحاسية التي تعود إلى فترات تاريخية مختلفة لترويج ودعم هذه الحرف.
- بيت التطريز، يعرض فيه أجمل الوسائد والأثواب والحقائب والمفارش التي تم تطريزها بالتطريز الفلاحي وبعض المقاطع من النسيج المجدلاوي.
- بيت الخشبيات، يعرض فيه منتجات خشبية بتصاميم وألوان وأحجام مختلفة ومنتجات عديدة من السيراميك.

## أهدافها
تهدف القرية لإن تكون حاضنة للتراث الفلسطيني وحمايته من تدمير الإحتلال الإسرائيلي ومن أهمها:
1. إرساء مفاهيم التطور المجتمعي والتنموي من خلال نشر الفن المعاصر.
2. الحفاظ على الهوية الفلسطينية والتراث والتقاليد.
3. التخفيف من حدة آثار الإحتلال الفلسطيني.
4. النهوض بالأجيال الشابة نحو مستقبل حضاري.

## نشاطاتها
تعنى القرية بإقامة المعارض الفنية للفنانين المحليين وإحياء المهرجانات الثقافية ومخيمات صيفية مع المدارس بالإضافة لورش العمل والتدريبات. وعملت على برنامج تطوير فن الرسم في المدارس، حيث يعتبر برنامـج تطويـر فن الرسم في المدارس هـو البرنامج الأول للقرية مع الأطفال وقد استفـاد مـن البرنامـج حـوالي 12000 طفـل للفئـة العمريـة (8-14 سنـة) في أغلب مناطق قطاع غزة (محافظة غزة، محافظـة الشمال، محافظـة المناطـق الوسطى) وشمـل البرنامج أيضـاً إنتـاج أربعة كتب توضـح أحدث الطرق في تـدريـس الفـن وتقنياتـه باللغتين العربية والإنجليزية.

## تدميرها
دمرت القرية أول مرة في هجوم اسرائيلي عام 2018 ما أدى إلى تحويله إلى دمار ودفن مقتنياته الأثرية تحت الركام. والمرة الثانية خلال شهر ديسمبر 2023 خلال ضربة جوية نفذتها القوات الجوية الإسرائيلية في هجوم على منطقة غزة وذلك خلال الحرب الفلسطينية الإسرائيلية.